# 城沼
城沼（じょうぬま）は、群馬県館林市にある沼。かつて館林城はこの沼を天然の要害として利用していた。

## データ
東西約3.8km、南北約0.2kmの東西に細長い沼で、周囲は約8km、水深は約1.5mである。館林市の市街部を東西に流れる鶴生田川を水源としている。
水質汚濁によって絶滅危惧種の水生植物が減少した為、自然再生推進法が適用され2010年4月10日多々良沼と共に群馬県内で初めて自然再生協議会が設置された。
2019年に日本遺産に認定された館林の「里沼」の構成要素の1つとなっている。

## 観光

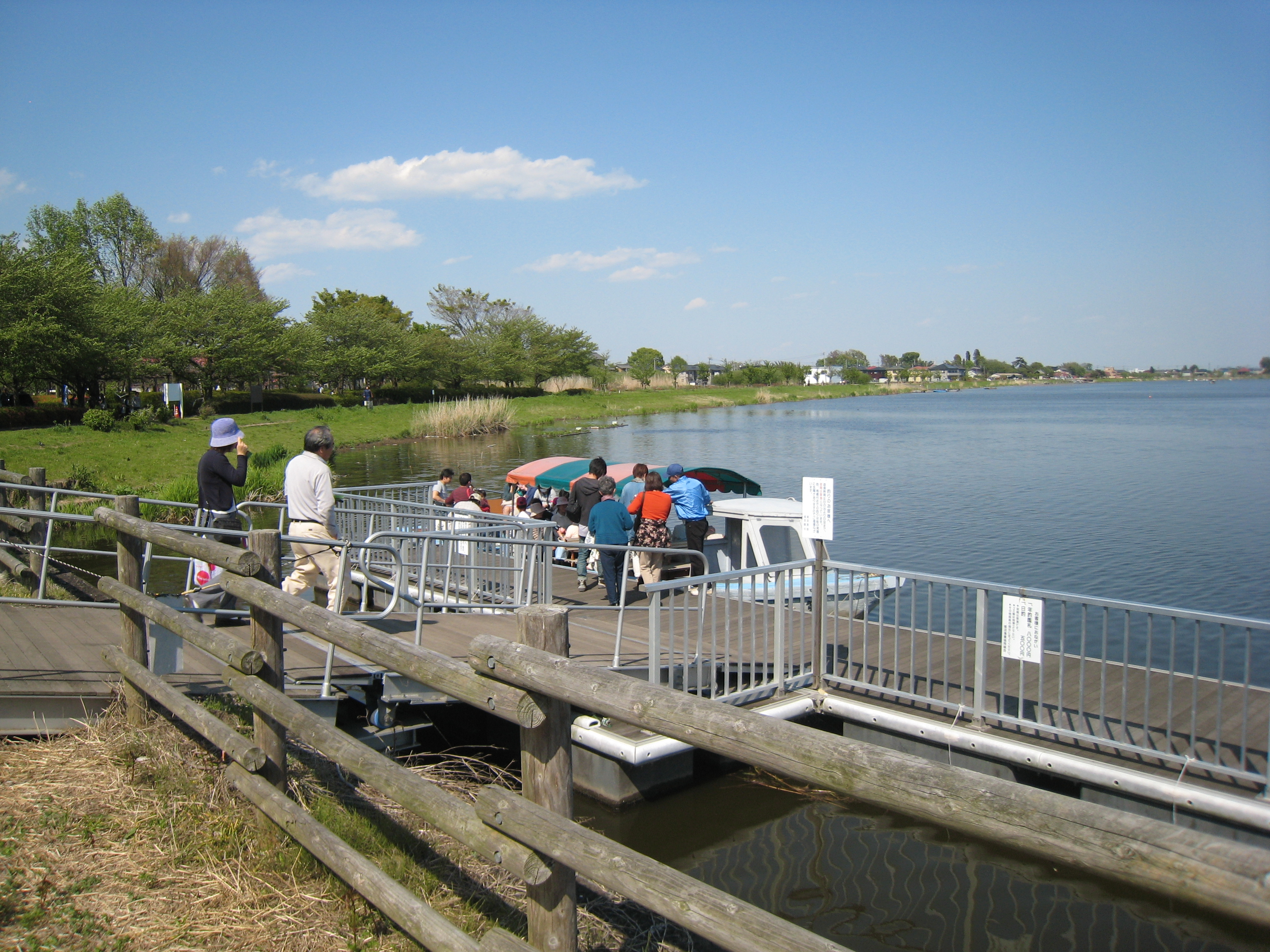
つつじが岡公園 - 尾曳神社口 渡し舟

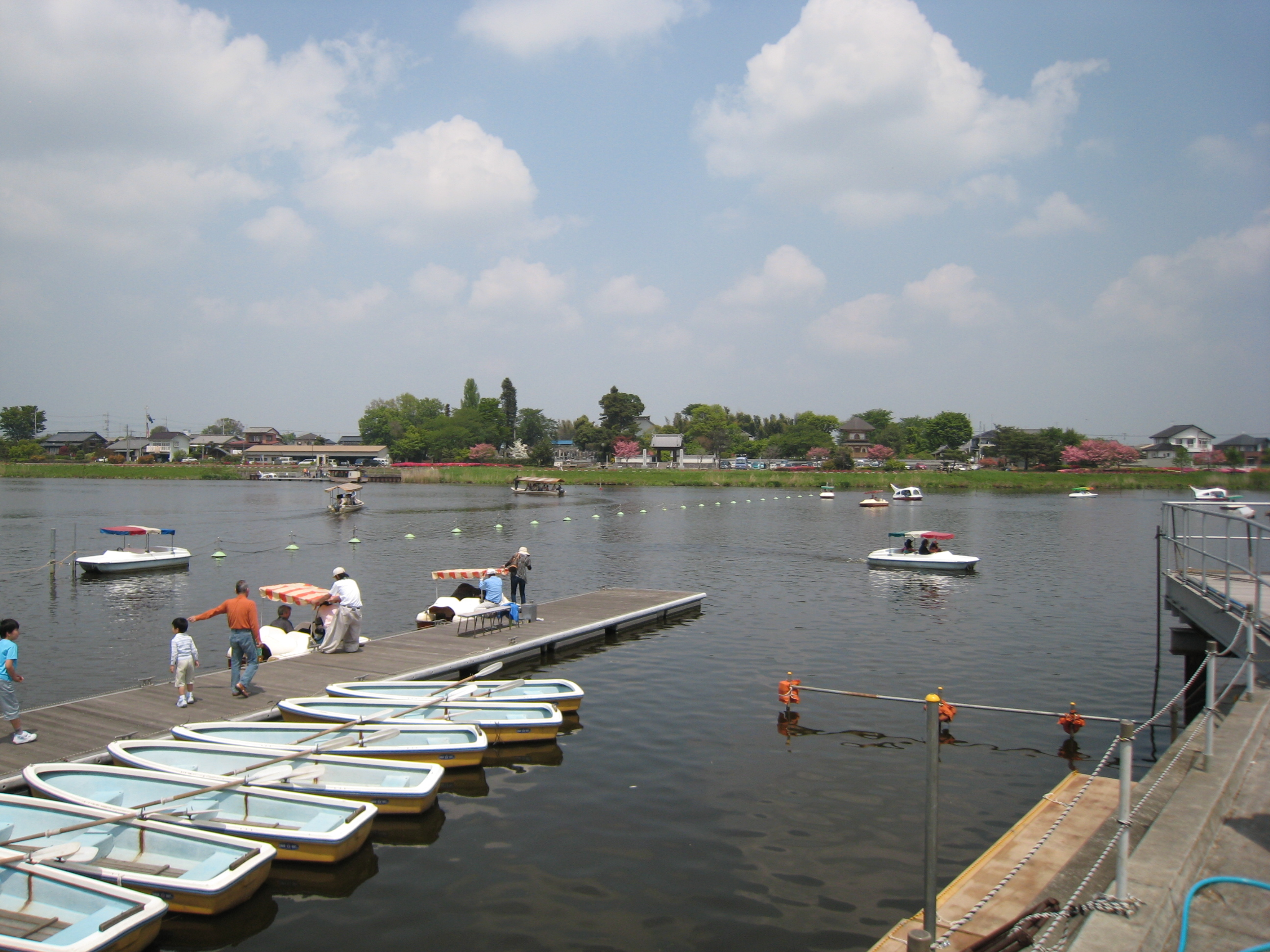
つつじが岡公園 - 善長寺 渡し舟

市街地に隣接するため、釣りや舟遊び、桜、ツツジ、花菖蒲、ハスなど季節折々の花見の場所になっている。殊につつじが岡公園（花山公園）を中心として、周囲には館林城跡、尾曳稲荷神社、善導寺、善長寺などの名所旧跡が多い。
つつじが岡公園有料期間中だけ、尾曳神社口と善長寺の2ヶ所から公園までの間を渡し舟が往復しており、7月・8月の花ハスの開花シーズンには遊覧船が運行している。
城沼畔に公共宿泊施設のつつじが岡パークインがあるが、老朽化により2017年3月から営業を停止している。

## 生物
かつては蓮根栽培や漁場として利用され、モクズガニやキンブナなどが生息していたが、水質悪化が進み昔ほど豊かな動植物は見られない。しかし現在でも、カンエンガヤツリやミズアオイなど貴重な植物を時折見かけることができる。鯉・マブナ・ヘラブナ・ワカサギ・ハヤなどが釣れる有名な釣り場となっている。また、11月中旬から3月上旬までハクチョウが越冬のために飛来してくる。

## 水質浄化の取り組み
市の汚水が垂れ流されていた時期があったため、夏はアオコが発生し異臭を放つ。現在は、浮島植栽植物・接触材による浄化、微細気泡による浄化、木炭微生物濾過による浄化等、各種水質浄化の試みがなされている。 

## 交通
- 東武伊勢崎線館林駅から徒歩約20分
- 東北自動車道館林ICから車で約10分

## 風景

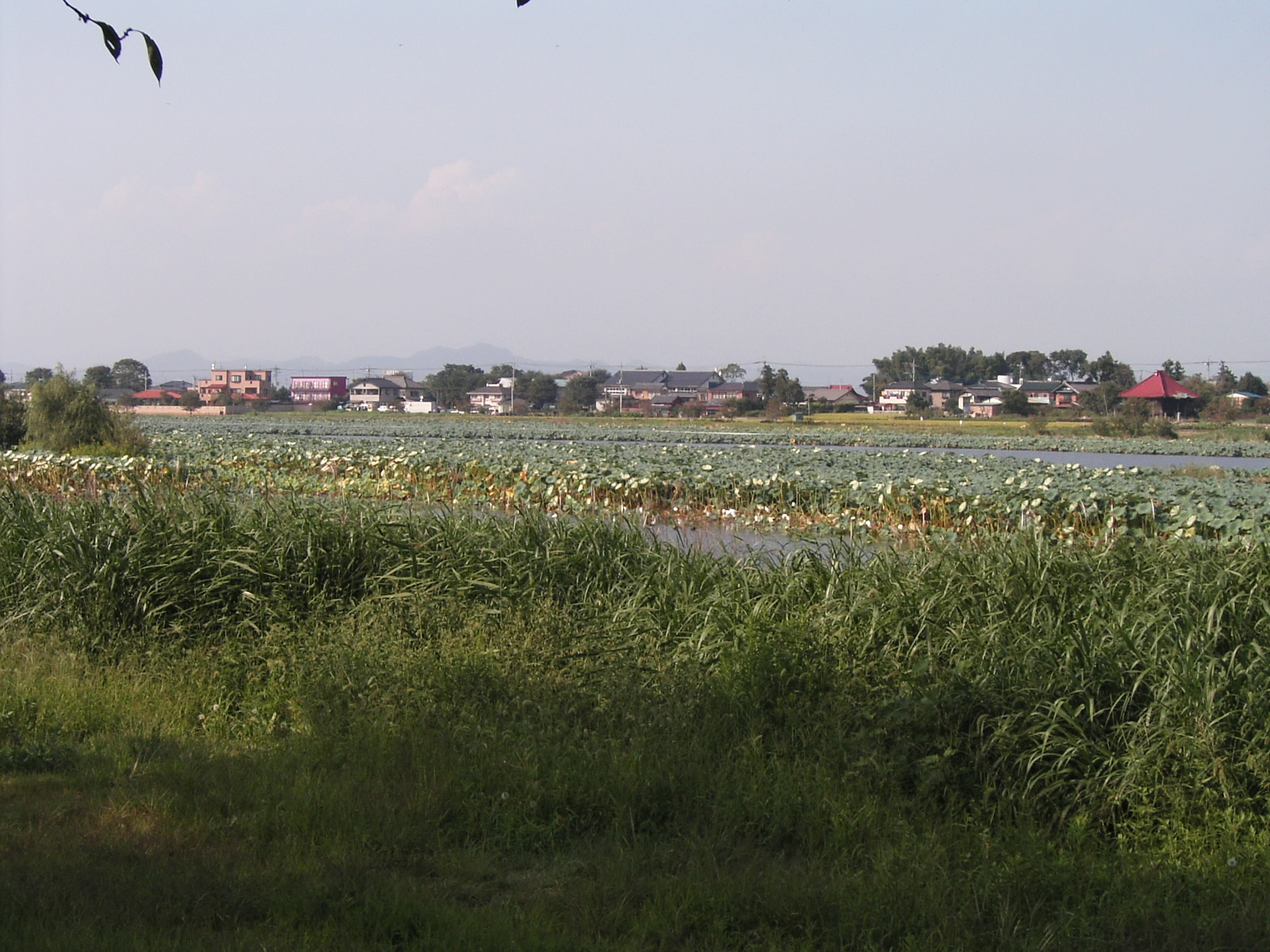
中央部 パークイン付近
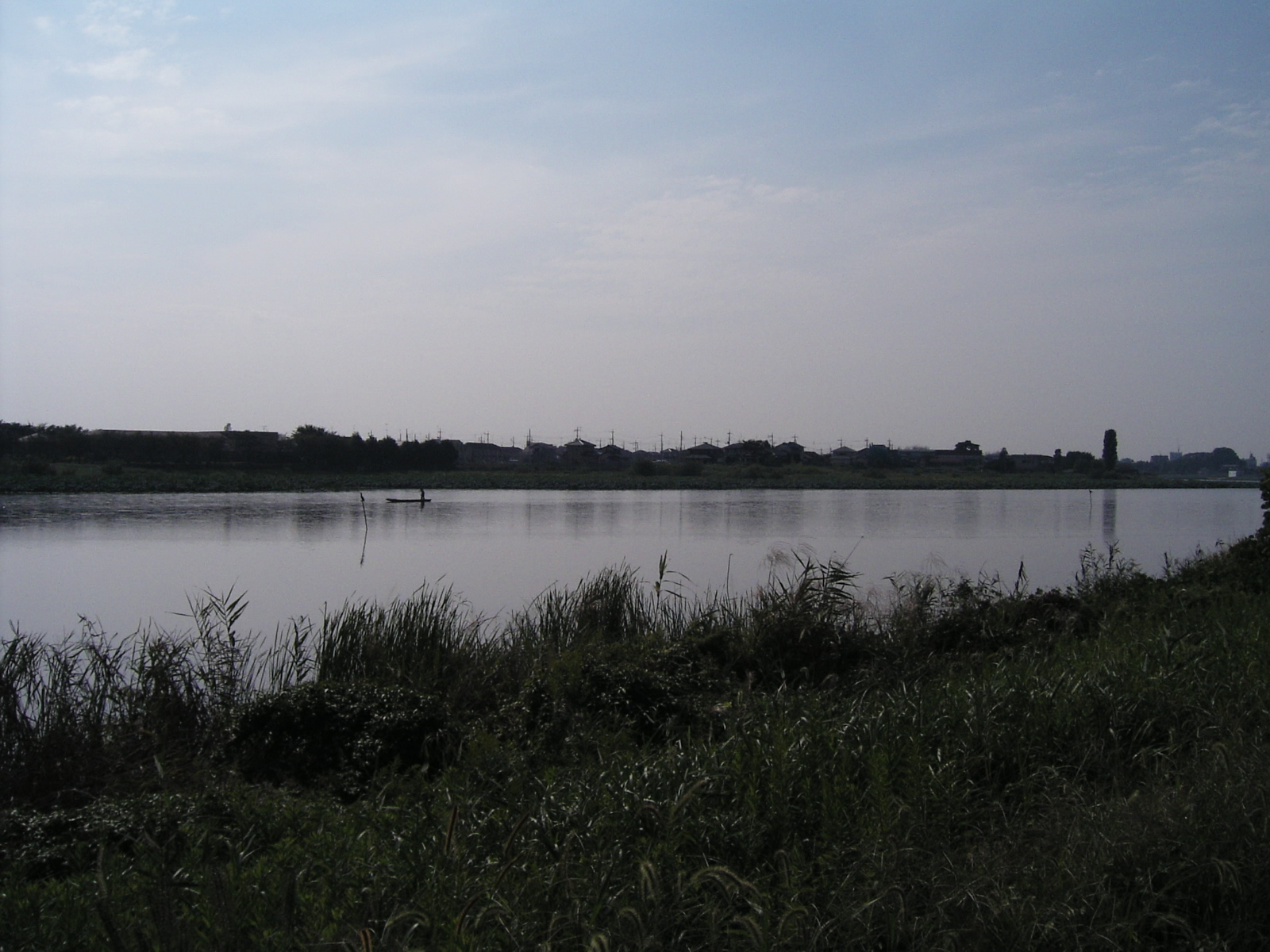
城沼 東部 善導寺付近
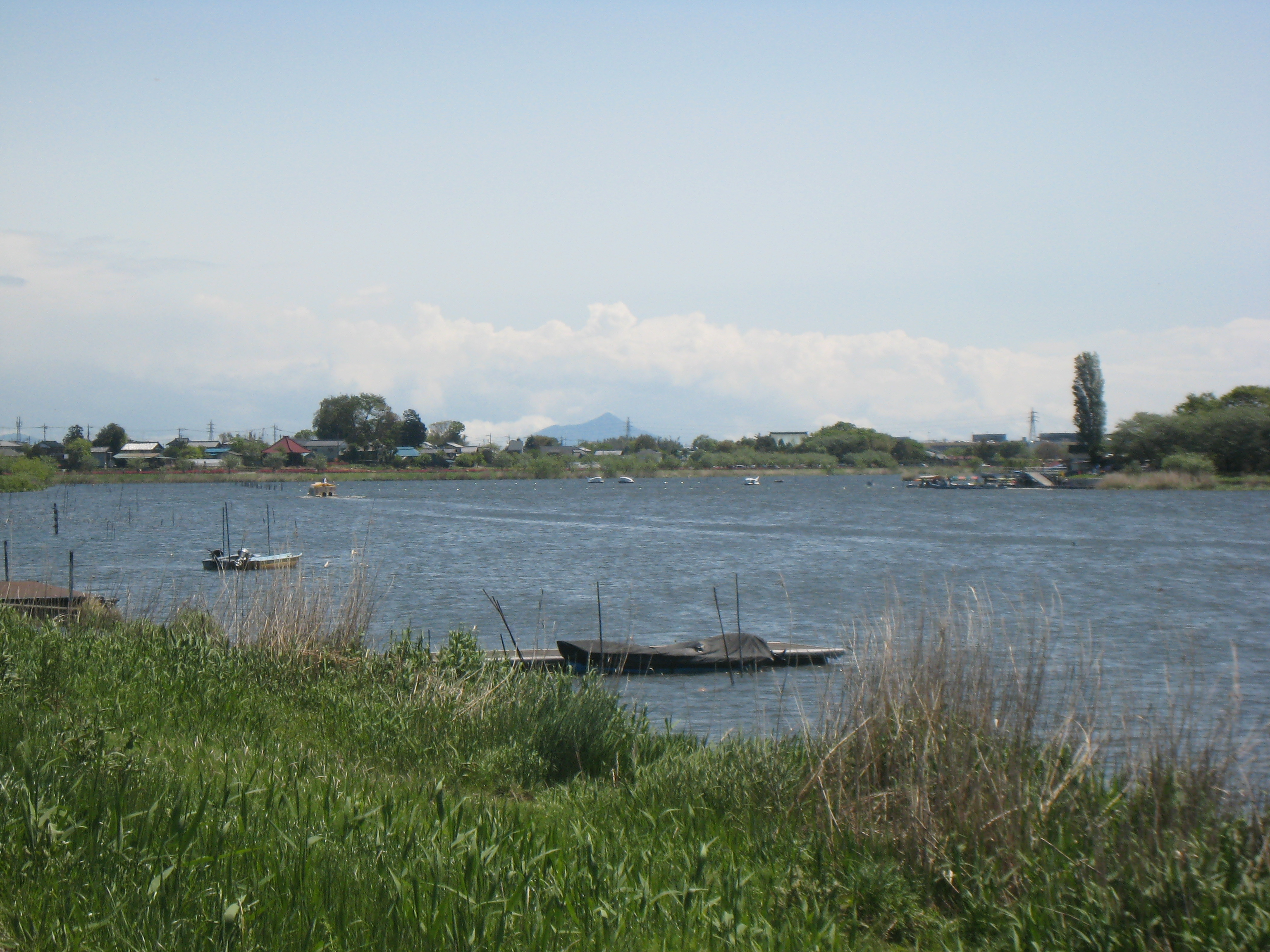
城沼から筑波山を望む